# Ernesto Paulo
Ernesto Paulo, właśc. Ernesto Paulo Ferreira Calainho (ur. 2 lutego 1954 w Rio de Janeiro) – brazylijski trener piłkarski.

## Kariera trenerska
Karierę szkoleniowca rozpoczął w 1986 roku. Trenował kluby Rio Negro-RR, Tuna Luso, Fluminense FC (juniorzy), CR Flamengo (juniorzy) i Botafogo.
Jako selekcjoner reprezentacji Brazylii U-20 w 1991, on wygrał Mistrzostwa Ameryki Południowej U-20. Również on był trenerem olimpijskiej reprezentacji Brazylii w kwalifikacyjnym Turnieju Olimpijskim w Paragwaju w 1992. Brazylia nie zakwalifikowała się na Igrzyska Olimpijskie w Barcelonie w 1992.
11 września 1991 prowadził reprezentację Brazylii w meczu na National Arms Park, w którym Brazylia przegrała z Walią 0-1. Później on trenował União da Madeira, XV de Piracicaba, CRB, Vila Nova, União São João, EC Juventude, Botafogo-SP, Veranópolis, Juventus-SC, Campo Grande, olimpijskiej reprezentacji Arabii Saudyjskiej, Cabofriense i América-RJ.

## Sukcesy i odznaczenia

### Sukcesy trenerskie
Flamengo
- zdobywca Copa São Paulo de Futebol Júnior: 1990

Brazylia U-20
- mistrz Ameryki Południowej U-20: 1991